# 阿尔贝托·安杰利尼
阿尔贝托·安杰利尼（義大利語：Alberto Angelini，1974年9月28日—），意大利前男子水球运动员。他曾代表意大利国家队参加1996年、2000年、2004年和2008年夏季奥林匹克运动会水球比赛。